# Carlton W. Kent
Carlton Wayne Kent (Memphis, 5 novembre 1957) è un ex militare statunitense, ha ricoperto il grado di Sergeant Major of the Marine Corps, il più alto tra quelli del Corpo dei Marine degli Stati Uniti d'America.
Ha assunto la carica il 25 aprile 2007, succedendo a John L. Estrada, in servizio da giugno 2003, e l'ha lasciata a Micheal P. Barrett, il 9 giugno 2011

## Biografia
Carlton Kent è nato a Memphis, nel Tennessee. Diplomato alla South Side High School di Memphis, ha completato la formazione e l'addestramento alla Marine Corps Recruit Depot a Parris Island, in Carolina del Sud, nel marzo 1976 ed è stato assegnato alla 1ª Brigata Marines.
Nel maggio 1978, Kent è stato trasferito al Battaglione Guardia di Sicurezza, dove ha prestato servizio come Marine addetto alla sicurezza nelle ambasciate statunitensi a Kinshasa, nello Zaire, e a Panama.
Nel giugno 1981 è stato trasferito alla Fort Benning Airborne School e per il perfezionamento al paracadutismo alla Parachute School di Fort Lee (Virginia).
Nel febbraio 1983, Kent è stato trasferito al Corpo dei Marine Recruit Depot, San Diego, in California, come assistente istruttore e primo assistente istruttore presso il comandante del 1º Battaglione. Nel gennaio 1985 è stato promosso Gunnery Sergeant.
Nel maggio 1985 è stato trasferito al 3º Plotone Trasporto Aereo come sergente di plotone. Nel giugno del 1986 è trasferito alla Compagnia Genio, BSSG-1 (Brigade Service Support Group) 1ª Brigata Marines, Hawaii, come Gunnery Sergeant di compagnia. Nel marzo del 1988, Kent è stato assegnato alla Scuola Sottufficiali della 1ª Brigata Marines come NCOIC.

## Istruttore
Nel febbraio 1989, Carlton W. Kent viene trasferito al Corpo dei Marine Recruit Depot, Parris Island, in Carolina del Sud, come studente presso la Scuola Istruttori (Drill Instructor School). Dopo il completamento della scuola Drill Instructor, Kent è stato assegnato alla scuola Candidati Ufficiali Naval Aviation a Pensacola, in Florida, come istruttore, capo istruttore, e primo sergente. Nel febbraio 1990 è stato promosso al grado di Primo Sergente e assegnato come Primo Sergente al gruppo di sostegno e formazione dell'Aviazione di Marina, a Pensacola.
Nel giugno del 1992 viene trasferito al 4º Reggimento Marines. Nel giugno del 1993 è trasferito all'Accademia dei sergenti maggiori dell'Esercito, a Fort Bliss, nel Texas. Dopo la laurea, nel febbraio 1994 è stato trasferito e assegnato come primo sergente, Batteria L, 3º Battaglione, 12th Marines. Nel dicembre del 1994 ha assunto le funzioni di sergente maggiore nel 3º Battaglione, 12th Marines.
Nel mese di agosto del 1997 il sergente maggiore Kent è stato trasferito al Corpo dei Marine Recruit Depot, San Diego, California, dove è stato assegnato come sergente maggiore del Secondo Battaglione Addestramento Reclute e, nel settembre 1999, come sergente maggiore del Reggimento Addestramento Reclute.
Nel mese di aprile del 2004 è stato trasferito al I Marine Expeditionary Force a Camp Pendleton, in California, dove ha prestato servizio come sergente maggiore del I Marine Expeditionary Force (la Forza di Spedizione dei Marines). Il 19 gennaio 2007, il generale James T. Conway, comandante del Corpo dei Marines, ha annunciato che il Sgt Major Kent sarebbe stato il 16º sergente maggiore del Corpo dei Marines, succedendo al sergente maggiore John L. Estrada. Il 25 aprile del 2007, in una cerimonia presso la Marine Barracks, Washington, il sergente maggiore Carlton W. Kent ha assunto l'incarico di 16º sergente maggiore del Corpo dei Marines.

## Decorazioni

### Medaglie
- Legion of Merit con Gold Star
- Bronze Star Medal
- Meritorious Service Medal con Gold Star
- Navy and Marine Corps Commendation Medal con Gold Star
- Navy and Marine Corps Achievement Medal con Gold Star
- Marine Corps Good Conduct Medal con 3 Bronze e 1 Silver Service Star
- National Defense Service Medal con Service Star
- War on Terrorism Expeditionary Medal
- War on Terrorism Service Medal
- Korea Defense Service Medal

### Nastrini
- Combat Action Ribbon
- Navy Unit Commendation con Service Star
- Meritorious Unit Commendation
- Overseas Service Ribbon con 2 Bronze e 1 Silver Service Star
- Sea Service Deployment Ribbon con 3 Service Stars
- Drill Instructor Ribbon
- Marine Corps Security Guard Ribbon

## Badge e brevetti
- Paracadutista navale
- Badge Qualification Rifle Expert (con 3rd award)
- Badge Pistol Sharpshooter